# Howard Blake
Howard Blake, OBE é um compositor britânico notável por seus diversos trabalhos em trilhas sonoras de filmes.